# アンドレーイス
アンドレーイス（伊: Andreis）は、イタリア共和国フリウリ＝ヴェネツィア・ジュリア州ポルデノーネ県にある、人口約200人の基礎自治体（コムーネ）。

## 地理

### 位置・広がり
ポルデノーネ県北部のコムーネである。アンドレーイスの町は、県都ポルデノーネの北約27km、ベッルーノの東北東約31km、ヴェネツィアの北北東約88km、州都トリエステの北西約109kmに位置する。

#### 隣接コムーネ
- バルチス
- フリザンコ
- マニアーゴ
- モンテレアーレ・ヴァルチェッリーナ

### 気候分類・地震分類
アンドレーイスにおけるイタリアの気候分類 (it) および度日は、zona F, 3154 GGである。
また、イタリアの地震リスク階級 (it) では、zona 1 (sismicità alta) に分類される。

## 行政

### 分離集落
アンドレーイスには、以下の分離集落（フラツィオーネ）がある。
- Alcheda, Bosplans, Prapiero, Rompagnel, Sot Ancas